# Perri
Perri (Brasil: No Coração da Floresta) é um filme norte-americano de 1957, do gênero filme de aventura, dirigido por Paul Kenworthy e Ralph Wright e narrado por Winston Hibler.
Perri é uma singular mistura de documentário com ficção e de elementos de Bambi com fotografia da Natureza, tudo isso para contar as aventuras de um esquilo fêmea durante as quatro estações do ano.

## Premiações
| Patrocinador                                  | Prêmio       | Categoria                               | Situação                    |
| --------------------------------------------- | ------------ | --------------------------------------- | --------------------------- |
| Academia de Artes e Ciências Cinematográficas | Oscar        | Melhor Trilha Sonora (Drama ou Comédia) | Indicado[carece de fontes?] |
| Festival de Berlim                            | Urso de Ouro | Melhor Documentário de Longa Metragem   | Vencedor                    |